# Giancarlo Savoia
Giancarlo Savoia (Bussolengo, 28 febbraio 1944) è un ex calciatore italiano, di ruolo libero.

## Carriera

### Giocatore

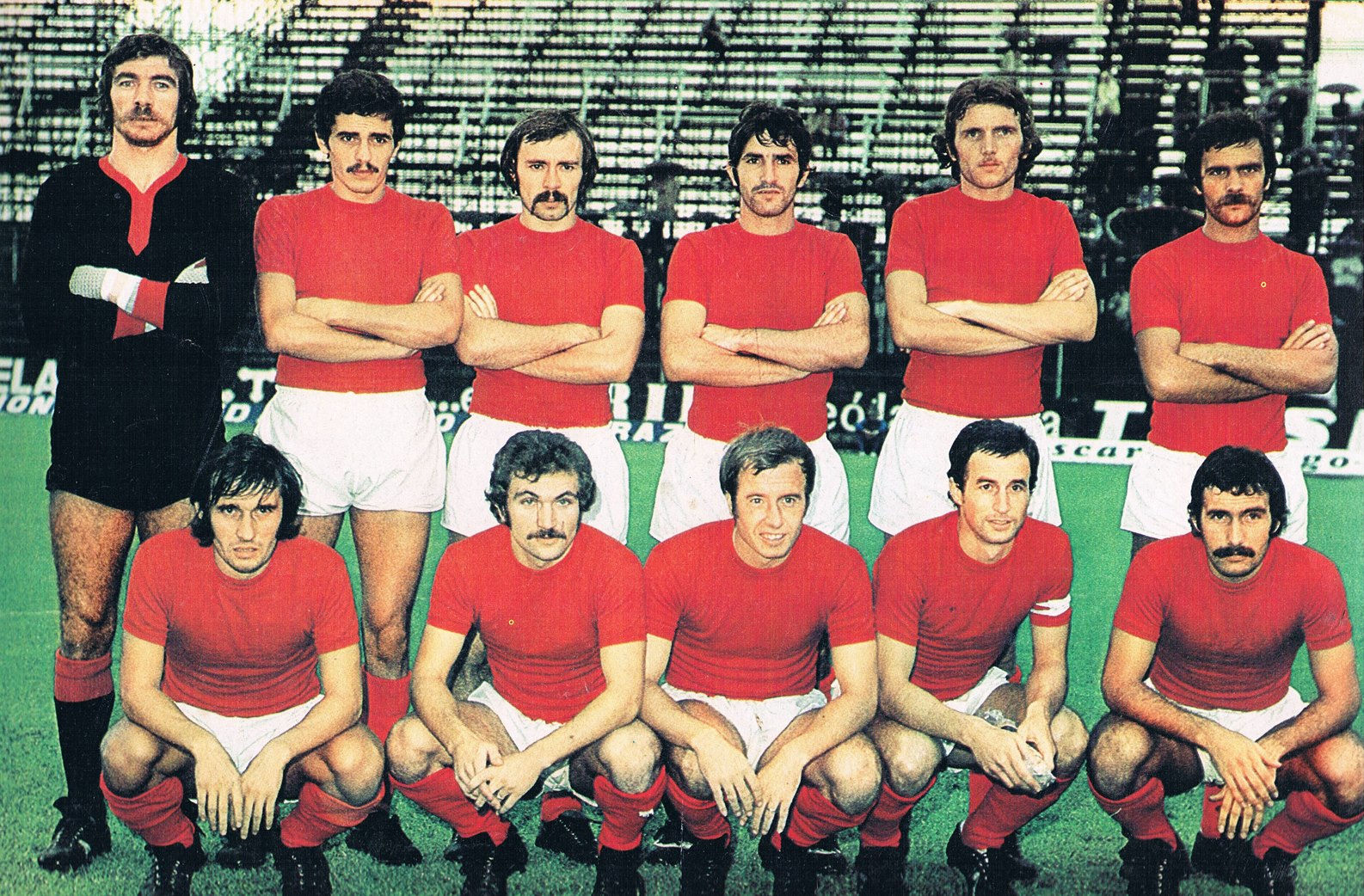
Savoia (accosciato, al centro) al Perugia nel 1974

Libero cresciuto nel Verona, riesce ad affermarsi in prima squadra, dopo una breve parentesi in prestito alla Pistoiese. Con gli scaligeri disputa nove stagioni da protagonista, delle quali sette in Serie B e, dopo la promozione della stagione Serie B 1967-1968, due nel massimo campionato (la seconda tuttavia senza mai scendere in campo). Nel 1970 passa quindi all'Atalanta, dove alla prima stagione centra (con 37 incontri disputati su 38 totali) la promozione in Serie A, dopo gli spareggi con Catanzaro e Bari. Resta a Bergamo per due stagioni in A, la 1972-1973 conclusa con una rocambolesca retrocessione. Nel 1973, per far spazio nel ruolo di libero all'emergente Gaetano Scirea, viene ceduto al Como con cui sfiora la sua terza promozione in A, che ottiene invece l'anno successivo con la maglia del Perugia, che domina il campionato di Serie B 1974-1975 e accede per la prima volta nella sua storia alla massima serie. Savoia non segue i Grifoni in A, scendendo in Serie C, prima col Rimini e successivamente col Forlì. In carriera ha collezionato complessivamente 67 presenze in Serie A e 307 presenze e 9 reti in Serie B. È tuttora fra i 10 calciatori più presenti della storia del Verona.

### Dopo il ritiro
Nel 2010 è stato eletto consigliere comunale della Lega Nord a Bussolengo.

## Palmarès

### Club

#### Competizioni nazionali
- Campionato italiano di Serie B: 1

Perugia: 1974-1975
- Campionato italiano Serie C: 1

Rimini: 1975-1976 (girone B)